# سرخیو پوپواچ
سرخیو پوپواچ (انگلیسی: Sergio Pupovac؛ زادهٔ ۵ ژوئیهٔ ۱۹۷۹) بازیکن فوتبال اهل لوکزامبورگ است.
وی همچنین در تیم ملی فوتبال لوکزامبورگ بازی کرده‌است.